# Краса

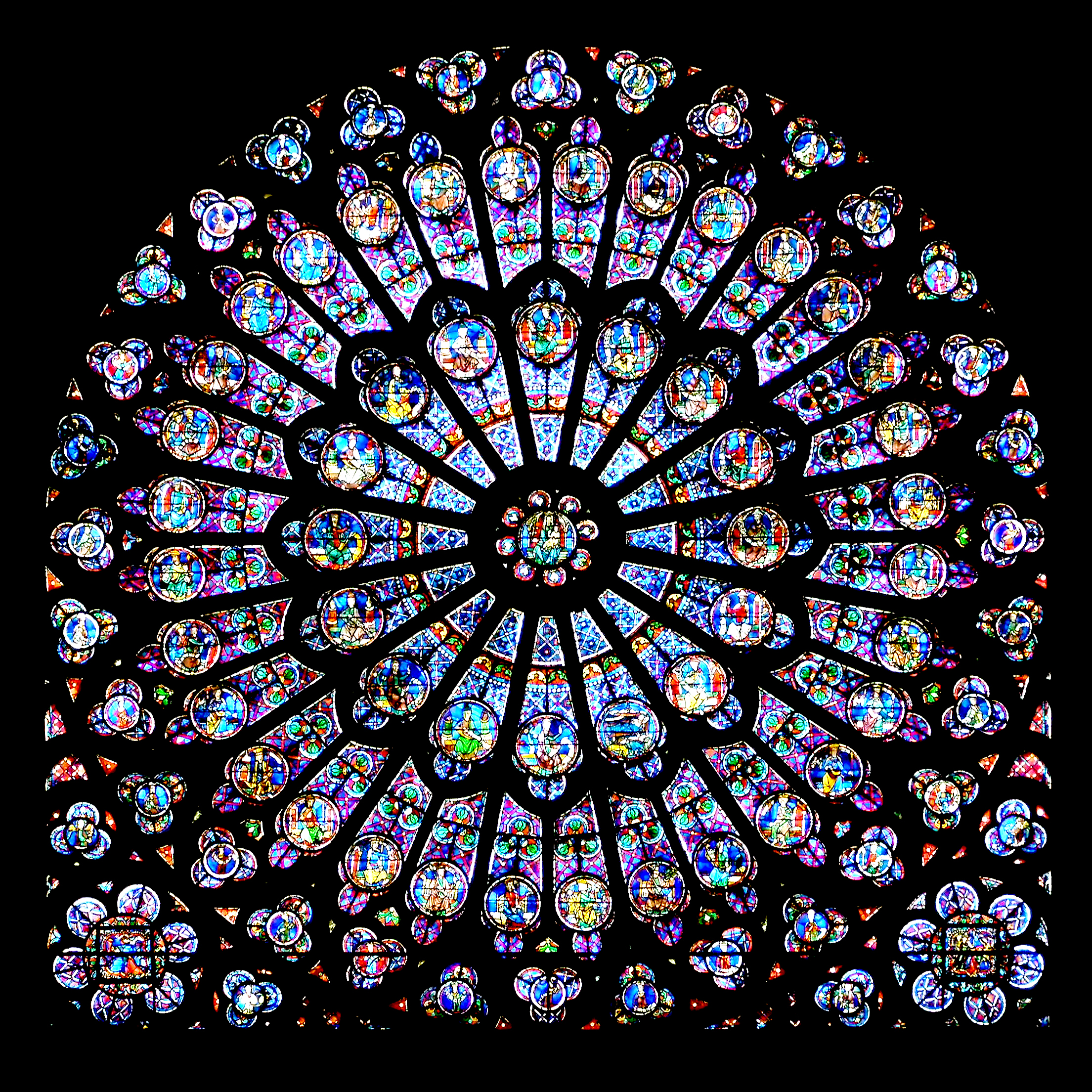
Готичне вікно-розета в Соборі Нотр-Дам, 13-те століття

Краса́ — абстрактна властивість речі, ідеї, місця чи живої істоти, зокрема, людини, що приносить відчуття приємності, яке відповідає задоволенню. Є неодмінною складовою сприйняття світу людиною. Краса вивчається як категорія естетики, соціології, соціальної психології та культури. Створення красивих речей є одним з прагнень мистецтва.
Коли слово краса стосується людини, воно має синонім урода (врода). Антонімами слова краса є потворність, бридкість, бридота. В естетиці красі відповідають категорії прекрасного та величного.
Ідеал краси — це взірець, яким захоплюються (чи обожнюють) залежно від особливостей сприймання краси в конкретній культурі.

## Міжнародний день краси
Міжнародний день краси, що був заснований Міжнародним комітетом з косметології та естетики (CIDESCO) відзначається кожного року з 9 вересня 1995 року.

## Етимологія та споріднені слова
В «Етимологічному словнику української мови» Інституту мовознавства імені О. О. Потебні зазначено, що етимологія слова «краса» не визначена, хоча існує певна спорідненість зі словом «кресати», яке в древньослов'янському вжитку мало значення «творити». Попри незрозумілість походження слово спільне для багатьох слов'янських мов (іноді дещо змінене).
Очевидна спорідненість слова «краса» зі словом «кращий» вищим ступенем порівняння слів «гарний», «добрий». Існує архаїчний прикметник «красний», що загалом вийшов з ужитку за винятком усталених виразів, наприклад, «весна-красна», «Варвара краса, довга коса». 
Старовинна українська мова мала широкий діапазон вживання похідних слів від слова "краса": красаве́ць, красі́тний, красави́ця, красови́ця, красі́тка, красави́чка, прикметники: красиве́нний, кра́сий (барвистий), красі́течний (дуже гарний), при́красний та прекра́сний (дуже гарний).  Веселку раніше називали "красаву́ля". Зберігся цей термін також у топонімах.

## Загальні риси поняття краси

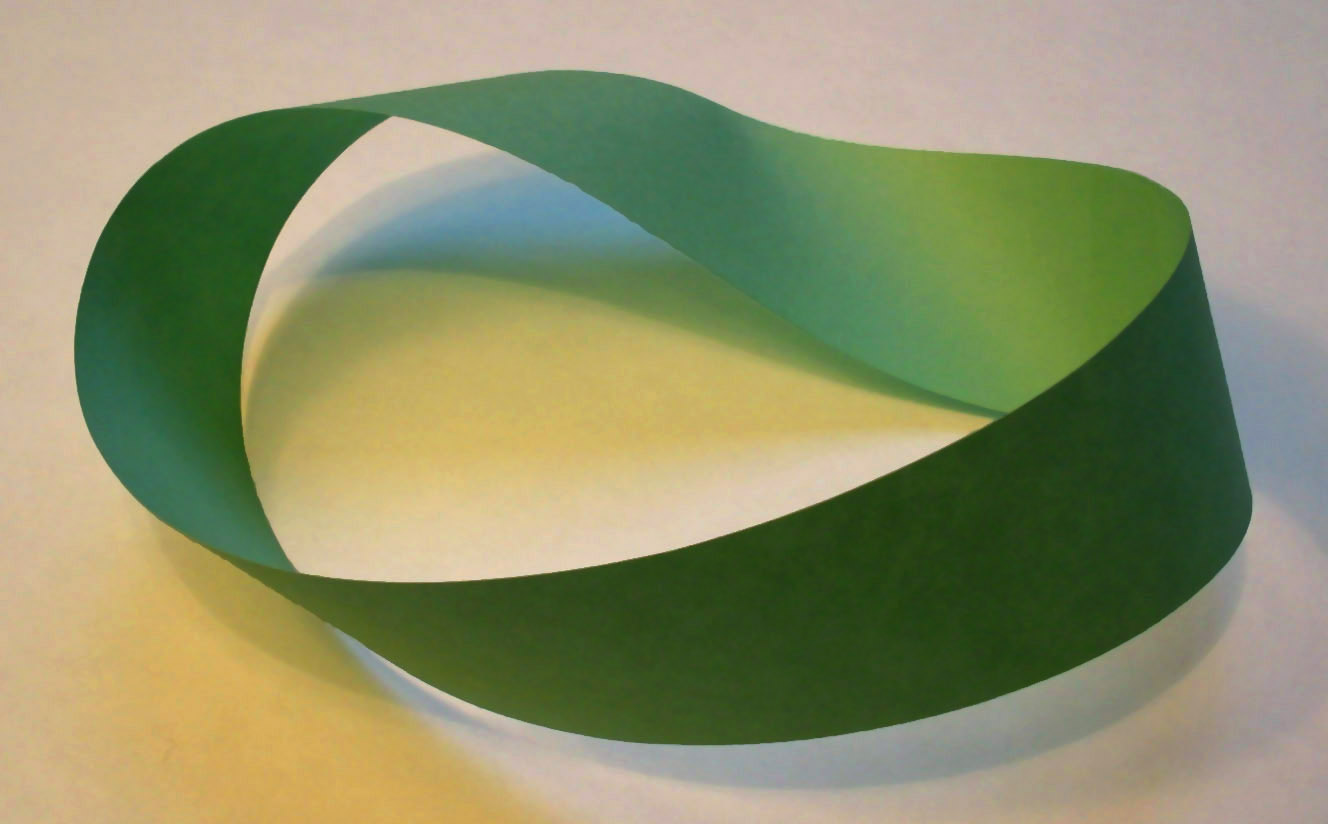
Стрічка Мебіуса

Краса визначається як характеристика об'єкта, суб'єкта чи ідеї, яка в процесі її споглядання приносить людині задоволення, насолоду. Різні люди сприймають світ по різному й отримують задоволення від різних речей, тому поняття краси здавалося б повинно бути дуже індивідуальним, навіть особистим. Один бачить красу в математичних формулах, на іншого вони навівають нудьгу. Проте, щодо деяких речей вподобання принаймні більшості людей збігаються, в такому разі можна говорити, що краса властива самій речі. Саме таку красу вивчають як категорію естетики, соціальної психології, культури.
Наведене означення близьке до означення Фоми Аквінського, який уважав, що краса — це те, що задовольняє людину в процесі чуттєвого споглядання навколишнього світу.
Ідея краси знайома всім культурам людства в усі часи. Про красу говорили філософи, письменники й поети багато віків. Філософи намагаються збагнути красу, поети описати й передати іншими засобами, митці — створити, підприємці — використати, нейробілоги — дослідити сприйняття краси. Еталони моди змінюються, та, як казав Діонісій Ареопагіт: «У розмаїтті змін краса залишається вічною».

## Філософські трактування краси

### Античність

Найкрасивіший грецькою мовою

З часів античності поняття краси є одним з найважливіших у філософії сприйняття буття. Старогрецькими філософами краса сприймалася як явище об'єктивне і онтологічне за своєю суттю, пов'язане з досконалістю Універсуму, з розумінням космосу як світового порядку, доцільності, прикраси.
Грецькі  філософи вважали, що усе наділене змістом, ніщо не було випадковим чи безцільним. Краса вважалась, як суперницький вид спорту. Давній грек, що мав гарну зовнішність вважав, що його краса - це дарунок богів, та що зовнішня краса доказ краси розуму. У греків був термін "калоскагатос" для опису людини, на яку було любо дивитися і яка, як вважалося, мала добру вдачу.
Піфагорейська школа вбачала сильний зв'язок між математикою і красою. Зокрема, вони помітили, що речі з пропорціями золотого перетину виглядають красивіше. Основними засадами грецької архітектури були симетрія та пропорції. Концепція Піфагора про красу мала формальний характер, так як піфагорійці розглядали перш за все красу в космосі, потім в людях.
Августин у De Veritate Religione запитує: чи речі прекрасні тому, що вони приносять насолоду, чи вони приносять насолоду тому, що вони прекрасні? та знаходить відповідь у останньому варіанті.
Для софістів того часу красивим вважалося все, що приємно для зору та слуху. Сократа, зовнішність якого не вважалась красивою за канонам краси того часу, вивів філософське поняття краси. Він відкинув лише суб'єктивне сприйняття краси, та вважав, що є об'єктивно прекрасні речі. Краса цих речей в меті їхнього існування.
Аристотелем поняття краси як уособлення блага, досконалості відносилося до суто моральної, нерозсудкової категорії. Аристотель вважав, що існує зв'язок між чеснотами та красою.
За Платоном людина до народження перебуває у сфері краси і чистої думки. Він вважає прекрасне - втіленням ідей прекрасного.Сприйняття краси і блага (добра) як вищої ідеї є основним мотивом його філософської творчості.
За Платоном та Аристотелем, які розуміють красу по різному є спільна думка про об'єктивну природу краси, яка не визначається реакцією глядача.    
Сприйняття краси античними філософами було узагальнено в роботах Плотіна, де, зокрема, краса отримувала функцію зведення до божественного і прекрасного.
Пізніше, у XVIII столітті, в першу чергу на Британських островах, краса асоціювалася із задоволенням таким чином, що задоволення вважалося не наслідком, а джерелом краси.

### Баумгартен
Німецький філософ Александер Готтліб Баумгартен у середині XVIII століття заснував поняття естетики в сучасному розумінні. До нього це грецьке слово означало відчуття, а після нього — смак, відчуття краси. У книзі «Метафізика» § 451 дав визначення смаку в широкому розумінні як здатності виносити судження, спираючись на відчуття, а не на розум. Саме в такому судженні він вбачав джерело приємних чи неприємних почуттів. За Баумгартеном наука естетика повинна вивести правила або принципи художньої чи природної краси, беручи за основу смаки окремих людей. Естетика в добу Просвітництва вважалась процесом пізнання, а не властивістю чи доцільністю предмета.

### Кант
Іммануїл Кант прийняв означення естетики Баумгартена. Канта заснував суб'єктивістську теорію про красу та виклав суть цієї теорії про те, яким чином складається судження людини про красу в «Критиці здатності судження». Він відзначає, що судження про красу ґрунтується на відчутті задоволення, однак це відчуття має особливість — воно не зацікавлене, не пов'язане з тим має чи ні суб'єкт бажання володіти певним предметом, який він оцінює як красивий. Водночас, судження про красу претендує на «універсальність», тобто на те, що будь-яка інша людина, апріорі, теж сприйматиме об'єкт як красивий. Втім, така універсальність не може бути доведена. На відміну від судження про добро, судження про красу за Кантом не ґрунтується на жодній меті (нім. Zweck). Таким чином, за Кантом судження про красу охоплює дихотомію двох здавалося несумісних рис: його підґрунтям є суб'єктивне відчуття, що не може бути доведеним, водночас, воно претендує на згоду будь-якого іншого суб'єкта, тобто на певну об'єктивність. У цьому відношенні Кант заперечує як проти емпіричного, так і проти раціоналістичного підходу до естетики. Можливість примирити на перший погляд несумісне Кант бачить у вільній грі уяви та розуміння. Висунуте самим Кантом пояснення: "Краса є формою доцільності предмета, оскільки вона сприймається в ньому без уявлення якоїсь цілі" або "Красу(хай то буде краса природи чи краса мистецтва) можна взагалі назвати вираженням естетичних ідей".

### XX та XXI століття
У XX столітті зросла тенденція до відкидання краси як у мистецтві, так і в філософії, що досягла апогею в антиестетиці постмодернізму. Це сталося всупереч тому, що краса займала центральне місце в думках Фрідріха Ніцше, одного з філософів, що мав великий вплив на становлення постмодернізму, і проголосив: "Я хочу дізнаватися все більше й більше, щоб бачити красу необхідності в речах; тоді я буду одним з тих, що роблять речі гарними."
Інші філософи відкидають постмодернізм і підкреслюють важливість краси.
Американський аналітичний філософ Гай Сірселло запропонував об'єктивістську теорію в книзі «Нова теорія краси», намагаючись повернути її статус важливої філософської концепції. Він розглядає утилітарну, інтелектуальну і моральну красу, та стверджує, що красу об’єктів можна звести до краси властивостей цих об’єктів, які можна розуміти в термінах «властивостей якісного ступеня». Дослідження починається з дослідження впливу кольору і далі на інше сенсорні та несенсорні властивості.
Елейн Скаррі ратує за те, що краса пов'язана зі справедливістю. В книзі "Про красу і справедливість" авторка розкриває поняття краси як перцептивну здатність людини через красу бути свідком справедливості та проводить адвокацію краси від обвинувачень у відволіканні від важливіших проблем, служіння привілеям, маскування політичних інтересів. 
Сприйняття краси вивчають психологи й нейробіологи, що працюють у галузях експериментальної естетики й нейроестетики, відповідно. Психологічні теорії розглядають красу як форму задоволення. Аналіз кореляцій підтверджує те, що красиві речі сприймаються як приємніші.
Деякі дослідження в рамках науки нейроестетики визначили, що сприйняття краси пов'язані діяльністю медіальної орбітофронтальної кори головного мозку. Утім, такий підхід до локалізації сприйняття краси з однією областю головного мозку є предметом дискусії спеціалістів..
Згідно із дослідженням Хайян Янг, доцентки школи бізнесу Кері при Університеті Джонса Хопкінса: 
- "Краса, дійсно, як і раніше, в очах того, хто дивиться. Але, як свідчить наше поточне дослідження, постійно змінюється сам спостерігач"
- "Можна стверджувати, що в добу інтернету уявлення про красу почали змінюватися у людей набагато швидше, ніж будь-коли в історії"[36].

### У філософії Об’єднання
У «Теорії мистецтва» філософії Об’єднання краса визначається не як самостійна субстанція, а як «емоційний стимул», який об’єкт повертає суб’єктові у відповідь на даровану ним любов; любов і краса розглядаються як дві взаємодоповнювальні сторони одного процесу віддавання-приймання, що лежить в основі всіх взаємин у Всесвіті. Відтак краса актуалізується лише в діалозі «суб’єкт — об’єкт», коли емоційне прагнення спостерігача пізнати цінність збігається з метою, закладеною в предметі творіння, — тож вона є водночас суб’єктивно пережитою і об’єктивно вмотивованою цінністю.
Ключовим чинником, що породжує естетичне переживання, є гармонія: узгодженість «мети творення» з фізичними елементами (формою, кольором, ритмом тощо) об’єкта; саме така цілеспрямована гармонія викликає у суб’єкта відчуття радості й оцінюється як краса. Оскільки любов і краса утворюють кільцевий ланцюг, типологія краси виводиться з типології любові: базові форми — батьківська, подружня та дитяча — породжують шість односторонніх (батьківська ↔ материнська, чоловіча ↔ жіноча, синівська ↔ дочірня) і подальший спектр похідних «відтінків» краси, що інтерпретують відповідні якості любові (напр., сувора, великодушна, ніжна, мила тощо). Унаслідок цього сімейні переживання краси слугують матрицею для сприйняття природних і художніх форм: велич водоспаду постає продовженням батьківської краси, тоді як тихий берег озера втілює материнську, а тендітні паростки — дитячу. Через таку парадигму філософія Об’єднання пов’язує естетику з етикою: «істинна краса» може виникнути лише на основі «істинної любові», а отже, мистецтво покликане водночас виконувати й етичну функцію, сприяючи формуванню досконалого (люблячого) характеру людини.

## Психологічний підхід

### Теорія еволюції та ідея привабливості
Біологічна теорія еволюції не може прямо пояснити відчуття краси, але проливає світло на поняття привабливості. Більша частина досліджень зосереджена на вивченні статевого потягу, тобто області, в якій еволюційні ідеї проявляються найкраще. Психологи намагаються з'ясувати критерії, за якими людина судить про вроду іншої людини, особливо на рисах, що роблять людину привабливішою. Власне, статевий потяг пояснити з еволюційної точки зору легше, ніж відчуття краси в загальному розумінні. З цієї точки зору статева звабливість повинна бути наслідком пристосування до середовища. Статево привабливими повинні бути ті, що мають найкращі шанси до виживання, особливо ті, що можуть забезпечити численне потомство й мають гарне здоров'я..

#### Симетрія

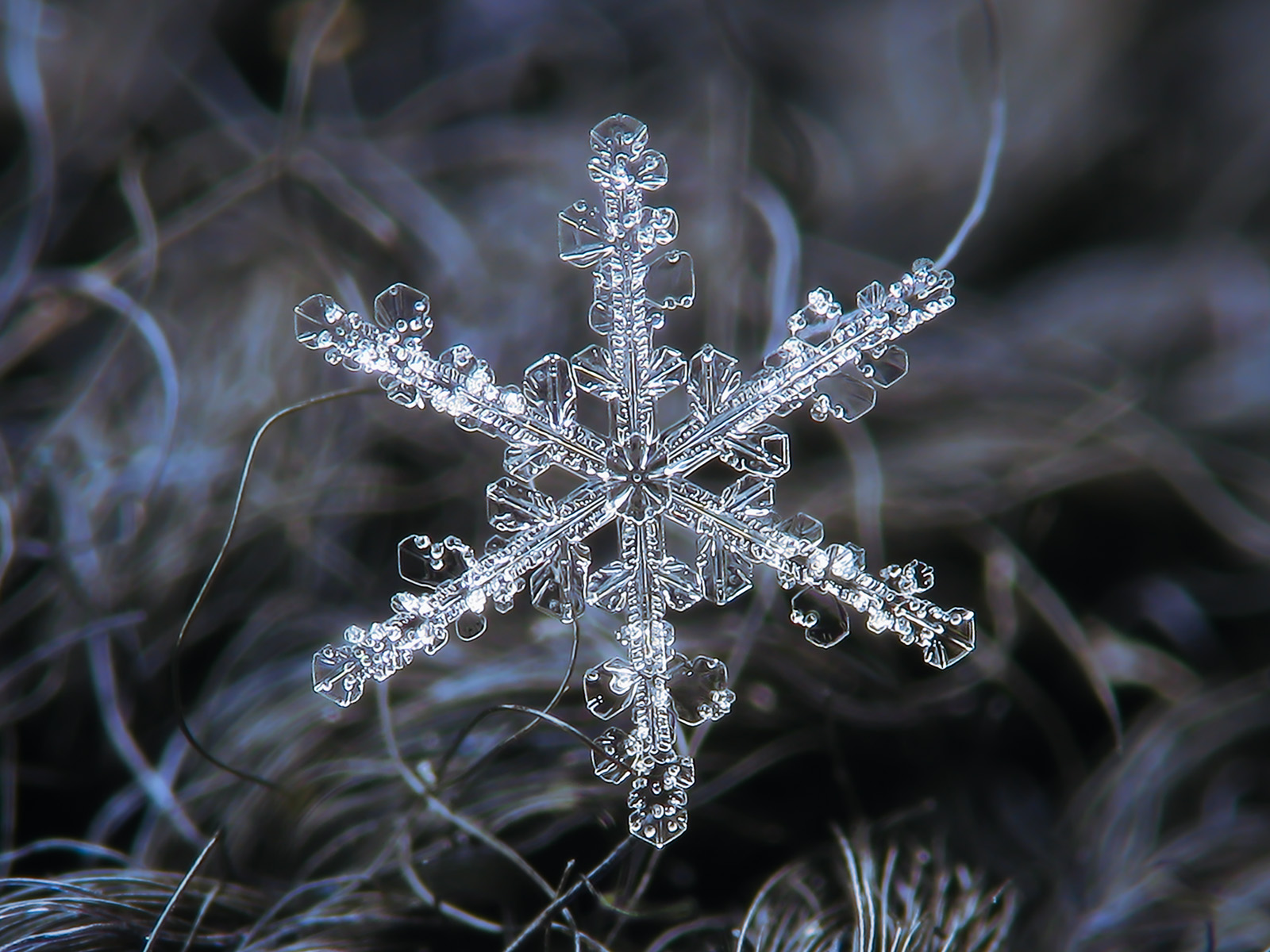
Сніжинки мають природню симетрію

Проводилися психологічні дослідження, що мали за мету визначення тих рис, які вважаються найпривабливішими. Так, на думку Джудіт Ланглуа, найпривабливішими є обличчя, найбільш близькі до середніх, а не ті, що мають якісь дуже виразні риси. Це пояснювали тим фактом, що генетичні мутації здебільшого шкідливі, а тому люди прагнуть партнерів з найменшою ймовірністю мутації, а отже — людей середніх. Іншим було пояснення про те, що вроджена зміна двобічної симетрії людського тіла часто свідчить про хворобу й про послаблення імунної системи. У проведенні цих досліджень приймала невелика кількість людей, тому Стефан Ван Донген з Університету Антверпена вирішив перевірити ці результати на великій кількості учасників та з'ясував, що чинник симетрії взагалі не впливав на визначення привабливості людини учасниками дослідження. 
Науковці провели дослідження на взаємозв'язок між симетричністю обличчя та станом здоров'я 5 000 підлітків. В результаті було встановлено, що діти з найбільш симетричними рисами обличчя не були здоровішими за інших.
Тьєррі Лоде, який проводив дослідження з тваринами, вважає, що вибираючи в сексуальні партнери особин з симетричними рисами, тварини проводять добір, відбраковуючи ті імунні системи, що могли б передати хвороби потомству. Відхилення від симетрії вказують на стан здоров'я та на можливі генетичні вади партнерів.
Дослідження в Університеті Сент-Ендрюз, утім, показали, що найкрасивіші обличчя не є найсередніші взагалі, а тільки середні між обличчями, які самі вважаються гарними. Соціолог Жан-Франсуа Амадьє робить з цього висновок, що "якщо середнє обличчя привабливе для всіх, не можна з упевненістю стверджувати, що воно найбільш привабливе, і, можливо, ми відчуватимемо менший потяг до середнього, ніж до чогось незвичного". 
Соціальні мережі впливають на здатність визначати риси обличчя як привабливі таким чином, що виникає ефект побіжного погляду, який полягає в тому, що люди здаються нам привабливішими, коли ми дивимось на них мимохідь, ніж коли роздивляємось уважніше. Це було підтверджено результатам наукових дослідів, співавтором якого виступив Девід Іглман, нейрофізіолог зі Стенфордського університету. Дослідник це пояснює таким чином, що на перший погляд ми не отримуємо достатньо інформації про привабливість людини, тому мозок людини схильний помилятися у бік збільшення привабливості, чим далі користувач гортає сторінки з профілями людей в соцмережах та на сайтах знайомств. 

#### Перебільшення, надмірність
У 60-х роках XX століття етологи помітили, що штучні стимули можуть переважити природні. Потяг до краси забезпечує біології ефект гіпернормального стимулу. Його відкрили Конрад Лоренц, Ніколас Тінберген та Іренойс Абл-Айбесфельдт. Суть такого стимулу в тому, що він викликає у тварини надмірну реакцію. Так, гуска віддає перевагу зеленому яйцю великих розмірів над власними яйцями. Тьєррі Лоде вважає, що існування таких стимулів означає тенденцію до перебільшення, фундаментальну в біології. Така тенденція може пояснити поширеність сексуальних рис у тварин, наприклад хвоста пави або клешні краба скрипаля. Статевий добір накладає на антагоністичну еволюцію статей риси, що давали б перевагу в статевому конфлікті. Статевий добір сприяє підсиленню незвичайних рис, використовуючи статевий потяг. Фізична краса стає тільки результатом накладення такої комбінації рис, що викликала б сексуальне бажання. Так, краса як гіпернормальний стимул стала перш за все зброєю сексуальності. Цю тенденцію знаходимо в мистецьких творах, починаючи з мистецтва Стародавньої Греції.

## Краса в мистецтві

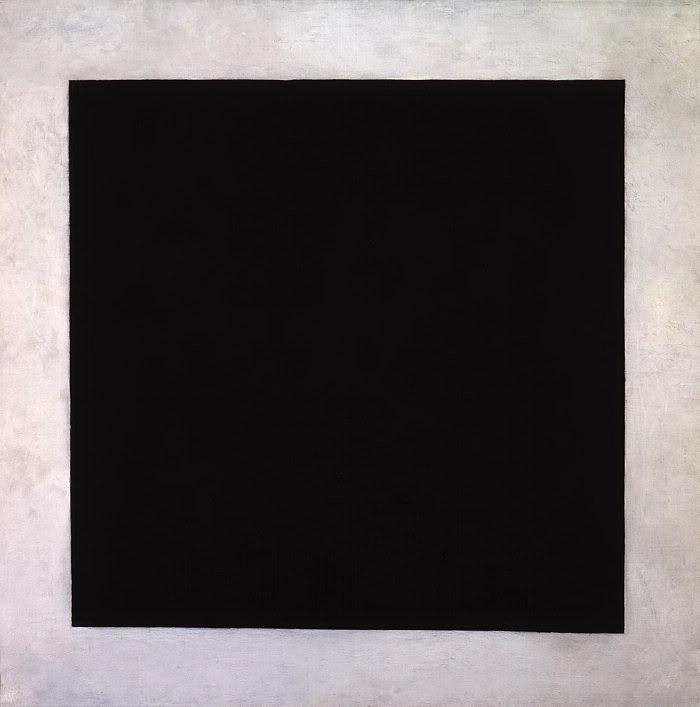
Чорний квадрат К. Малевича

Краса у контексті мистецтва є критерієм успішної комунікації щодо передачі концепції мистецького твору до спостерігача від творця. Краса в мистецтві річ суб’єктивна.
Мистецтво прагне перш за все привернути увагу, тому його твори не обов'язково зображують красиві речі чи красивих людей, але вони обов'язково зроблені красиво, навіть якщо це чорний квадрат. 
Відмінність між красою та мистецтвом у тому, що краса — залежить від глядача, тоді як мистецтво — залежить від творця. 
Особливістю мистецтва є те, що воно не обов'язково є позитивним: воно може змусити думати або розглядати предмет мистецтва. Якщо щось викликає емоцію — це мистецтво.
Підвалини західного сприйняття прекрасного в мистецтві заклали творці Стародавньої Греції, так як в Античні часи було особливе ставлення до краси. Саме від древніх греків ми знаємо про те, що коло — досконала фігура, що прямокутник виглядає гарно, якщо його сторони мають відношення золотого перетину, що симетричне загалом красиве. Тож краса — це не лише досконалість геометричних фігур. Стародавні греки ще зауважили естетичну цінність перебільшення. Принципи грецького мистецтва були перевідкриті в епоху Відродження, коли красивою вважалась усебічно розвинена творча людина, й досі зберігають свій вплив на західну культуру.
Інші, відмінні від західної, культури розвивали свою естетику. 
В ісламському світі, на розвиток естетики значно впливає релігія, де було заборонено створювати зображення людей, розвинулося мистецтво абстрактних візерунків, що вказують на безкінечність:
- "арабески" або "мистецтво нескінченності" зображують нескінченний візерунок;

- абстрактні, фігури з натури та природа піддаються техніці денатуралізації;
- модульна структура, що складається з частин, кожна з яких несе в собі міру досконалості;
- послідовні комбінації, що мають численні центри естетичного інтересу;
- повторення не дозволяють одному елементу дизайну мати перевагу над іншим;
- динамізм, що вказує на те, що ісламський дизайн слід сприймати через час;
- складність передається складними деталями, що створюють імпульс нескінченного малюнка.[48]

## Краса природи

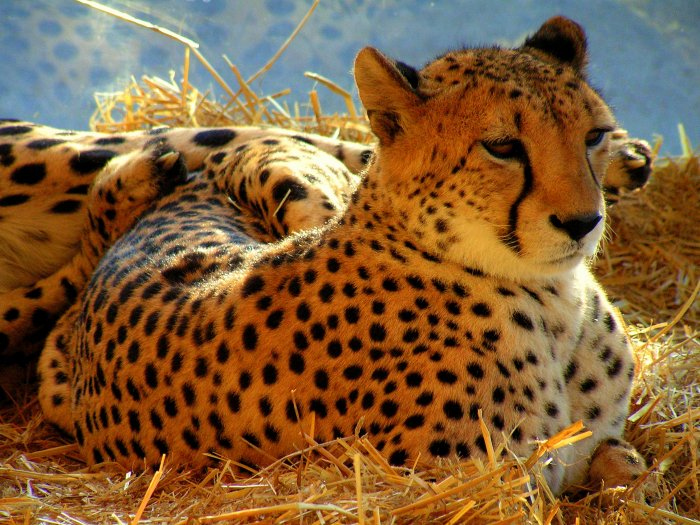
Гепард у віденському зоопарку

Людина сприймає незайману природу красивою[джерело?]. Природні краєвиди, природні звуки, рослини, квіти, тварини (тут є винятки) створюють ілюзію того, що світ такий, як має бути, а тому навівають стан спокою, відчуття гармонії[джерело?]. Людина, мабуть, вважає гармонійним те, що природне[джерело?]. Одне із завдань ландшафтної архітектури — помістити будівлі в природне середовище так, щоб вони гармоніювали з ним.
Своя краса є навіть у розгулі стихій — грозах із громом і блискавками, торнадо, цунамі. Ці явища описуються естетичною категорією величне. Романтизм як мистецький напрям часто вдавався до опису величних природних лих[джерело?]. А от індустріальні будівлі, вирубки лісу, треки гусениць на лісовій підстилці тощо, сприймаються ранами на тілі природи і бридкими[джерело?].

## Краса людини

### Ерос і фізична краса
Привабливість людського тіла збагнути доволі просто — вона пояснюється статевим потягом, властивим кожній людині[джерело?]. В неї закладено часто неусвідомлене бажання до продовження роду[джерело?]. Тому першою ознакою красивого тіла є враження здоров'я. В здоровому тілі здоровий дух, як говорив Ювенал. Тому середнє здорове людське тіло без видимих вад привабливе, а особлива краса — це вже нюанси. Відштовхують видимі вади й неохайність[джерело?].
Історія показує, що зразки, «стандарти» краси сильно змінюються в різних країнах і культурах[джерело?], але загалом залишаються спільними для всього людства[джерело?]. Крім очевидного, переваги людей без вираженої фізичної асиметрії тіла, а також «середніх» за зовнішнім виглядом (у кожній расі — свої еталони), існують інші, мінливі культурні уподобання[джерело?].
У стародавній Греції і Римі еталони чоловічої та жіночої краси практично не відрізняються від еталонів початку XX століття, століття розвитку олімпійського руху[джерело?].
У період Середньовіччя можна відзначити моду на блідість і худорлявість, але в епоху бароко, навпаки, з'являється мода на повноту (наприклад, на картинах Рубенса)[джерело?], і на потенційну плідність (картини голландських майстрів — наприклад, пані Терборха[джерело?]).
До середини XX століття еталоном краси було досить міцне, масивне тіло селянської, загартованої у важкій праці, дівчини[джерело?]. Як продукт сучасної культури, краса останнім часом значною мірою є комерціоналізованою (особливо внаслідок поголовної гламуризації культури)[джерело?]. Різнобічний розвиток людського тіла досягається великою працею — так само, як і всі інші досягнення[джерело?].

У XXI столітті набуває привабливості машинна, механічна краса (див. Секс-робот). 
"Ми живемо у світі, який торгує сексом. Проституція - це використання сексу в якості засобу заробляння грошей, а секс-ляльки - це наступний крок на цьому шляху",  - професор Кетлін Річардсон з Університету Де Монфора у Лестері (Північна Англя).
У книзі "Любов та секс із роботом" її автор Девід Леві робить висновок, що машини - це кращі коханці. 
"У майбутньому, - пише Леві, - ми зможемо як би практикувати на роботах, заміщаючи ними людину. У кінцевому результаті потреба у реальних людях відпадає: роботи не зраджують, не розбивають серця, не йдуть до інших...". 
Послідовники Леві впевнені, що машина - це найкращий вибір у порівнянні із людиною.

### Духовна краса
Крім фізичної краси, в людській культурі сформувалося уявлення про моральну, духовну красу[джерело?]. Ця категорія застосовна до людей незалежно від їхнього віку і статі і визначає ставлення до мудрості, чесності, врівноваженості, порядності людини[джерело?]. Для дітей, підлітків і молодих людей в це поняття також включаються такі характеристики, як «невинність», «незіпсованість» та інші[джерело?].
Стародавні греки називали поєднання духовної та тілесної краси калокагатією. Чехов теж зазначав, що в «людині все повинно бути прекрасним — і обличчя, і одяг, і душа і думки».

### Еталони жіночої краси
Статус жінки у суспільстві історично значною мірою залежав від її вроди, тому жінкам властиво підкреслювати привабливі сторони зовнішності одягом, косметикою, прикрасами. В сучасному світі існує велика індустрія краси, моди та пластичної хірургії, орієнтована переважно на жінок. Інколи жінки прагнуть здаватися вищими й носять взуття на високих підборах («краса вимагає жертв»). Через індустрію краси жіноча мода надзвичайно комерціалізована та медикалізована. 
Проте в сучасному світі навпроти тренду штучної краси набирає популярності рух за бодіпозитив, та натуральність.
Сучасна «висока мода» поступово відходить від стандарту жіночої краси як надзвичайно худу, дуже високу постать, з вузькими стегнами і довгими ногами, що було запроваджено у 90-х роках.
Стандарти, згідно із якими, жінка повинна була мати граціозну фігуру, бути «фотогенічною» і мати досконалі параметри, що тяжіють до 90— 60— 90, як у моделей фешн-індустрії, придумали чоловіки. Чоловіків-модельєрів не цікавили ні жіноча краса, ні жіноче здоров'я, такі параметри жіночої фігури потрібні були виключно для зручності моделювання одягу однакових розмірів. Одяг жінки повинен був демонструвати соціальний статус жінки, а худорлявість демонструвати крихкість жінки, яка не може чи не повинна працювати, та залежність від працюючого чоловіка. Для такого чоловіка жінка стає "аксесуаром", що показує соціальний статус чоловіка через одяг жінки.
Внаслідок чого виник тренд жіночої емансипації та феміністичний рух. Сучасні моделі вже не повинні відповідати суворим параметрам 90-60-90 після гучного скандалу, коли модель померла від анорексії. Французька модель Ізабель Каро стала символом боротьби проти анорексії, та померла у віці 30 років. Дискусії про вимушену анорексію моделей тривали з 2007 року, коли від недоїдання померло ще дві моделі, поки єдина в Європі країна - Іспанія запровадила заборону для моделей, що важать менше від норми.

### Еталони чоловічої краси

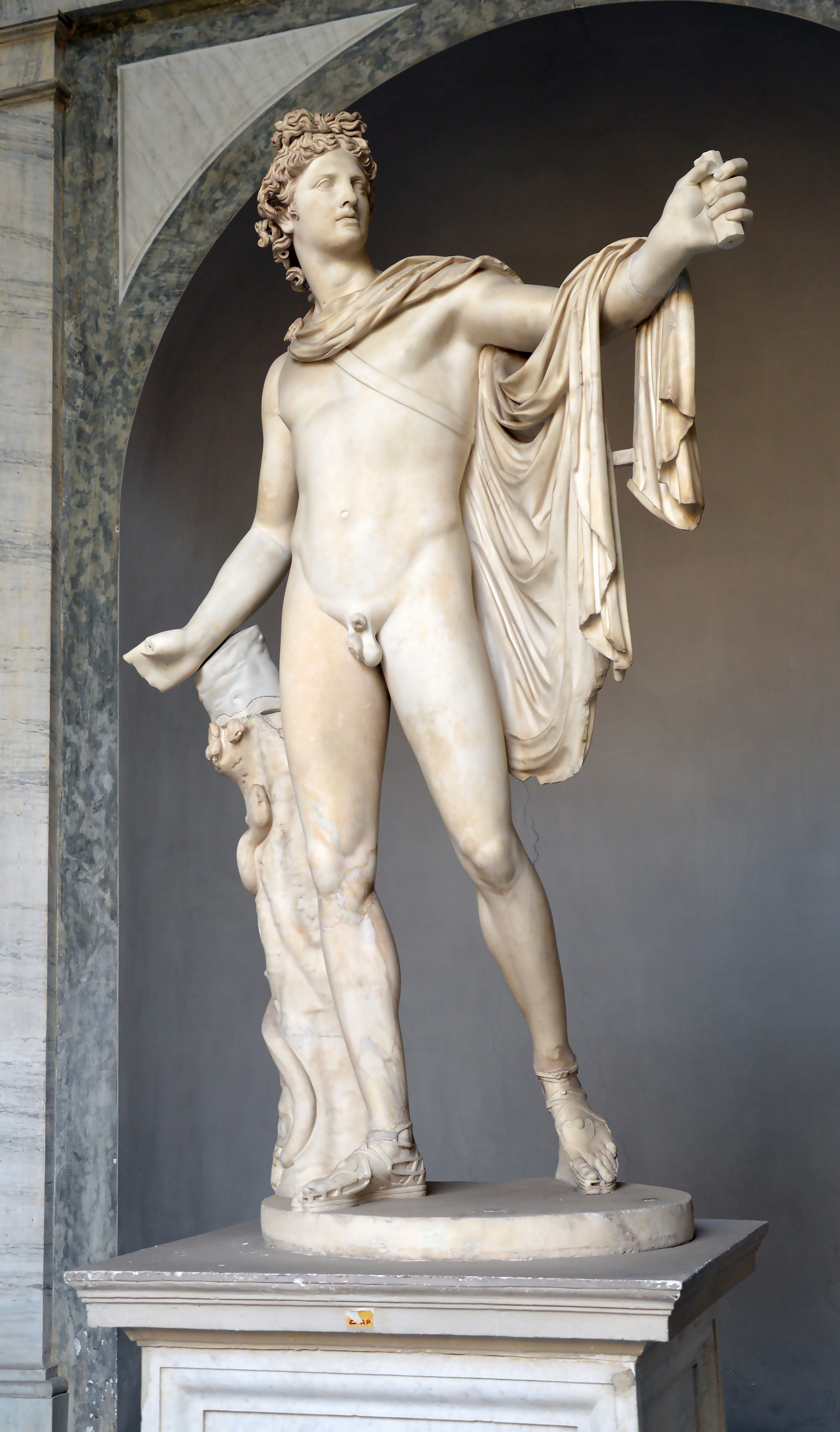
Аполлон Бельведерський

Класичним еталоном чоловічої краси, що встановився ще в Стародавній Греції, вважається атлетичний чоловік із будовою тіла, як у Аполлона. Статуя Давида Мікеланджело Буонарроті відображає цей класичний ідеал. Але красивим визнається не тільки молодий, сильний, стрункий і м'язистий юнак[джерело?]. Чоловіка можуть прикрашати і сивина, і шрами, і погляд розумних очей, ну й, звісно ж, борода й вуса, яких немає у жінок[джерело?].
Статус чоловіка в сучасному суспільстві не настільки залежить від зовнішності, як статус жінки. Тому чоловіки зазвичай практичніші у виборі одягу і не надають йому такого значення, але елегантний костюм із Savile Row, Rolex і всякі такі дрібнички, звісно, не завадять. Однак, так було не завжди — в історії західного суспільства були періоди, коли чоловіки одягалися так само манірно, як і жінки, наприклад, у епоху бароко[джерело?].
У XXI столітті італійці визнані найкрасивішими чоловіками у світі, при цьому рідкіша з роками шевелюра і зморшки, що з часом з'являються, найчастіше тягнуть за собою втрату привабливості[джерело?]. Такі результати опитування, проведеного міжнародною маркетинговою компанією Synovate.

## Ідеї та речі, природа та людина

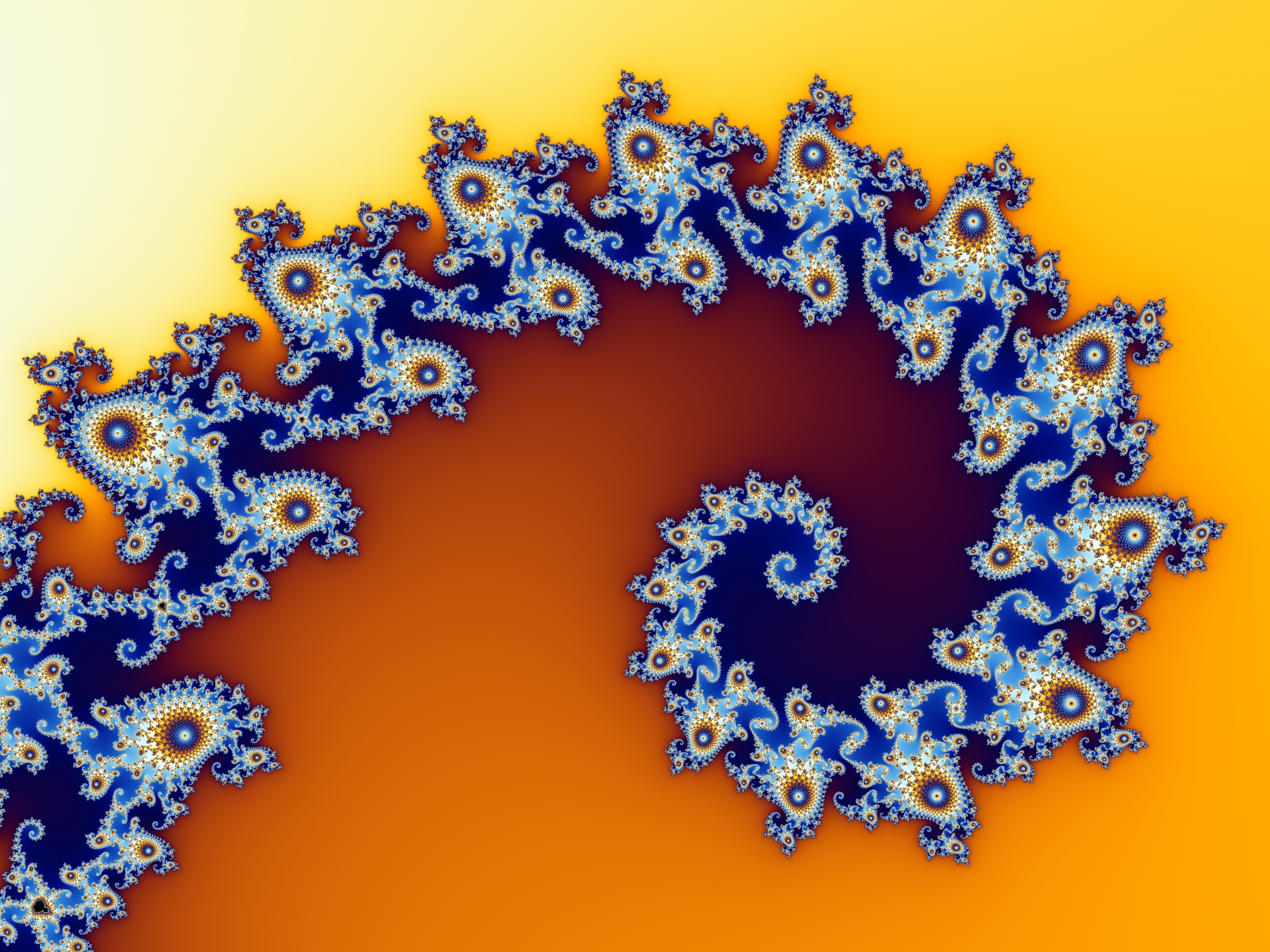
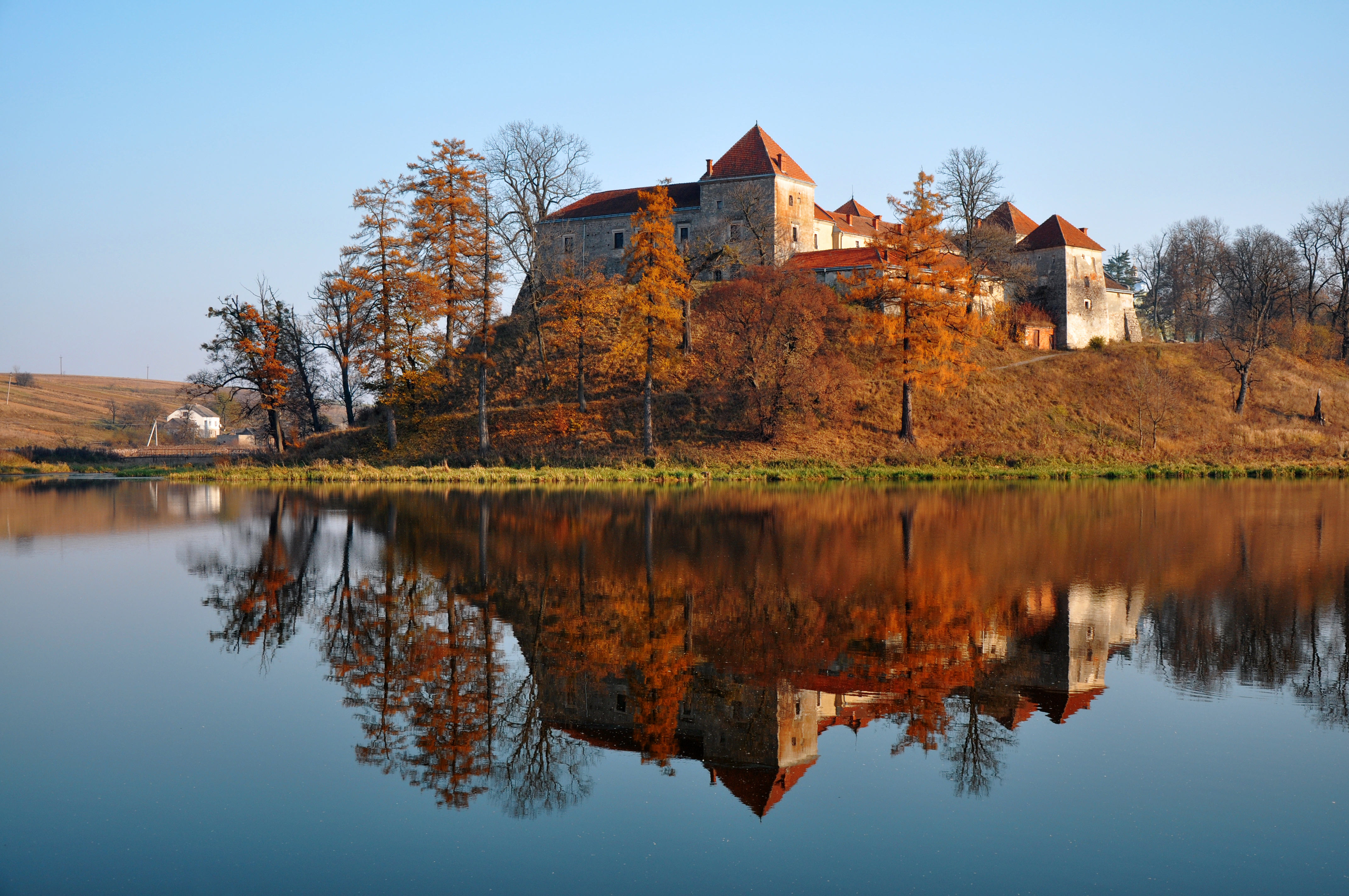
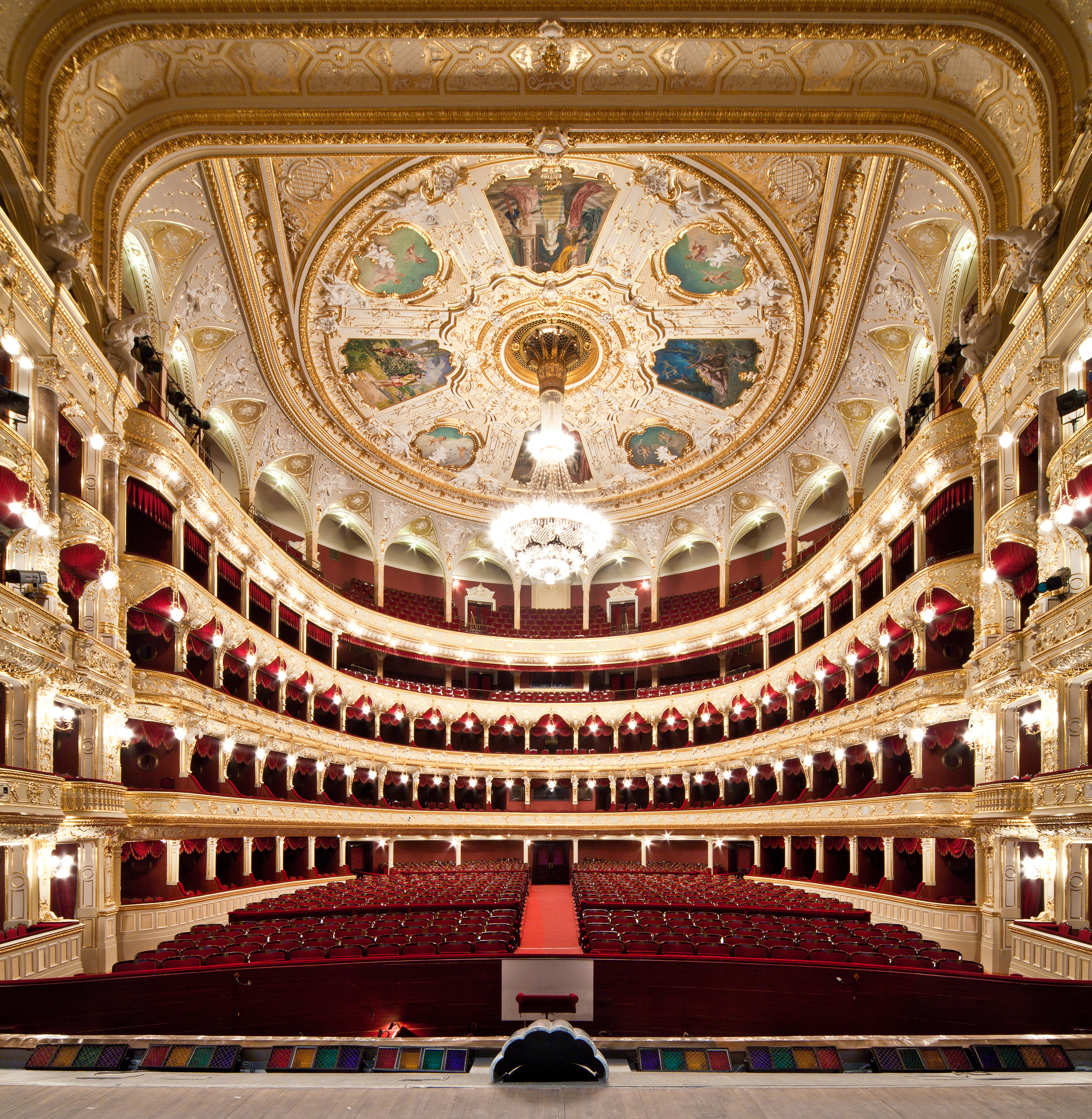
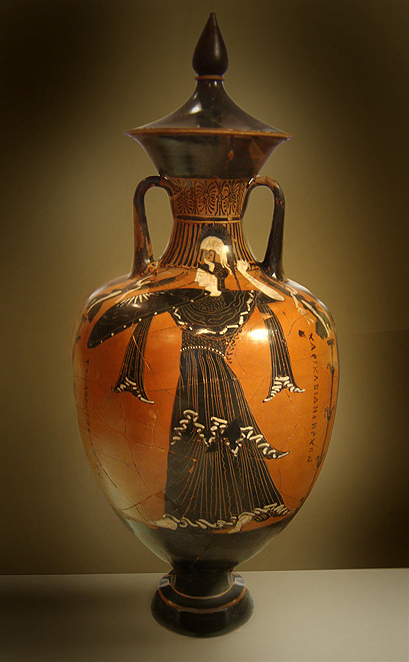
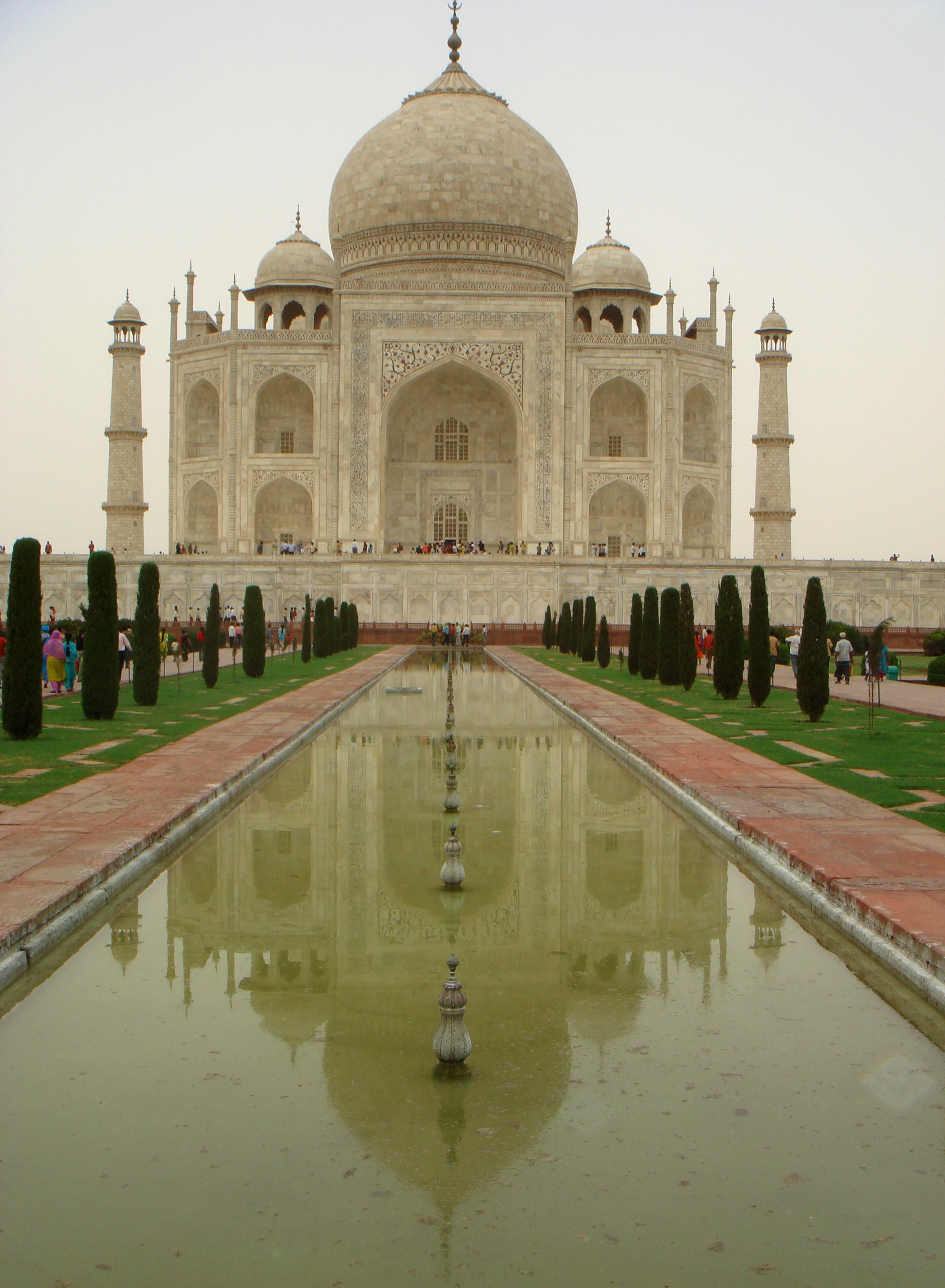
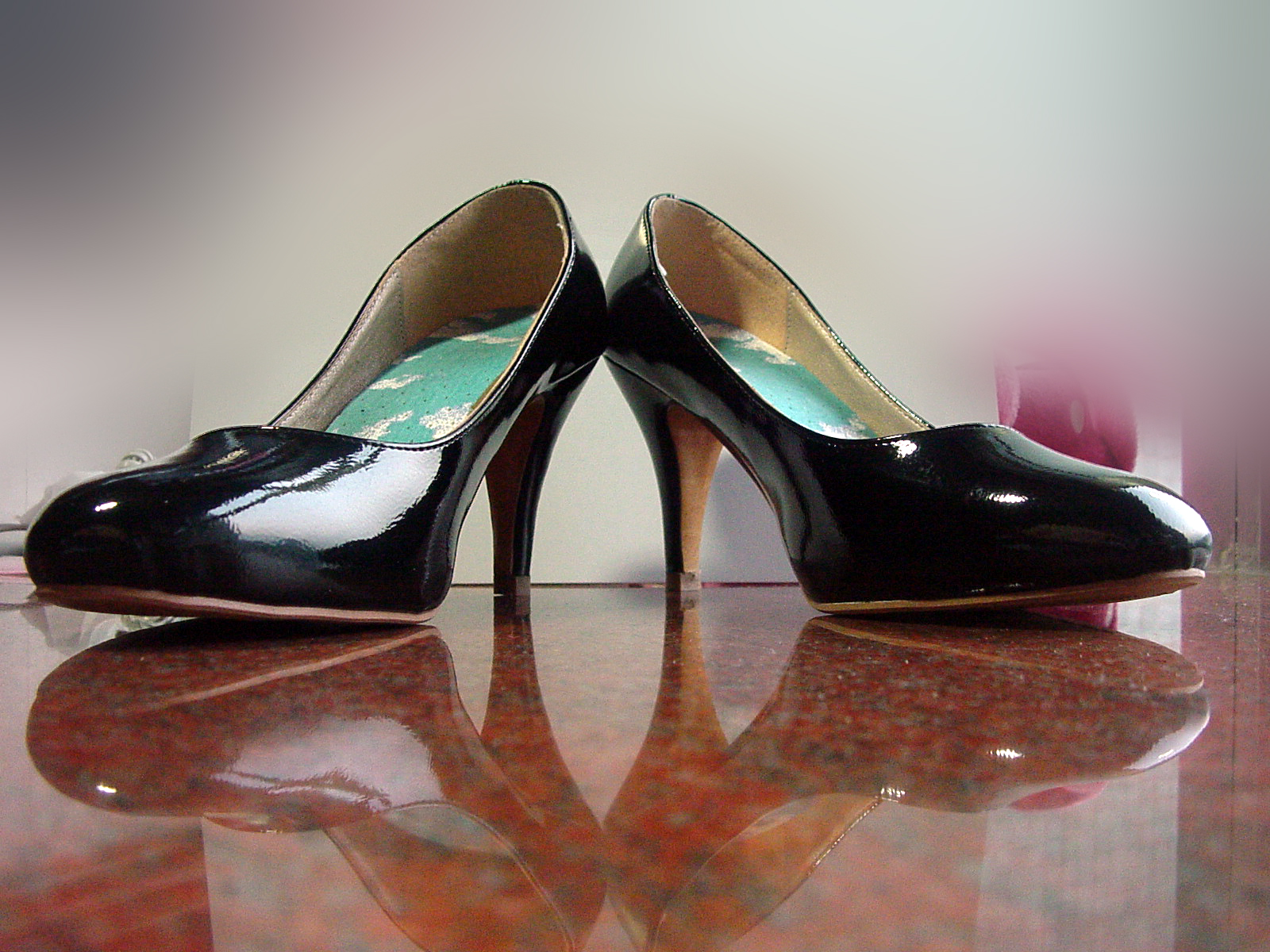

## Використання терміна в топоніміці
В Київській області є річка Красна. Ця маленька річечка (сьогодні її ширина не перевершує 5–10 м) прорила велику звивисту ущелину з перепадом висот близько 100 м, яка нагадує Гранд Каньйон — щоправда не з каменю, а з глини, вкритої чорноземом і піском та зарослої мішаним лісом.
Красне